# Constellation Airlines
Constellation Airlines is een voormalige Belgische luchtvaartmaatschappij.
Constellation Airlines werd opgericht op 23 juni 1995. De eerste vluchten werden uitgevoerd met 2 Boeing 727's. Later werden deze toestellen vervangen door Airbus A320's die geleaset werden van International Lease Finance Corporation (ILFC). Op 3 december 1999 werden door financiële moeilijkheden de vluchten van Constellation Airlines beëindigd, op 15 december 1999 werd Constellation Airlines failliet verklaard.

## Vloot
De vloot van Constellation Airlines bestond uit de volgende toestellen:
- 3 Airbus A320
- 1 Airbus A321
- 2 Boeing 727
- 2 boeing 737